# Chromatopelma cyaneopubescens
Chromatopelma cyaneopubescens là một loài nhện trong chi đơn loài Chromatopelma, thuộc họ Theraphosidae. Chúng được Embrik Strand miêu tả năm 1907. Địa bàn sinh sống của chúng phân bố ở Nam Mỹ.

## Hình ảnh

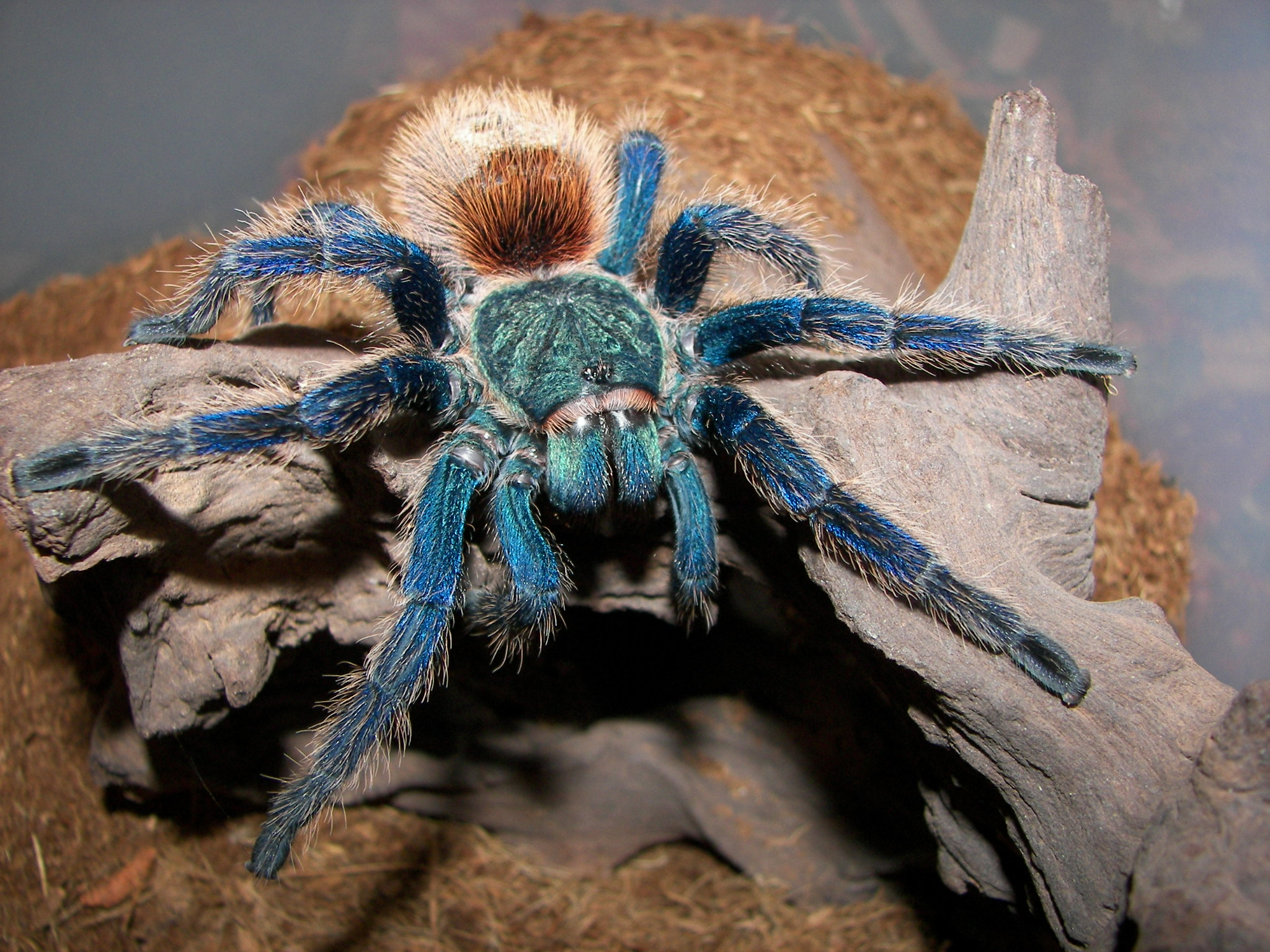
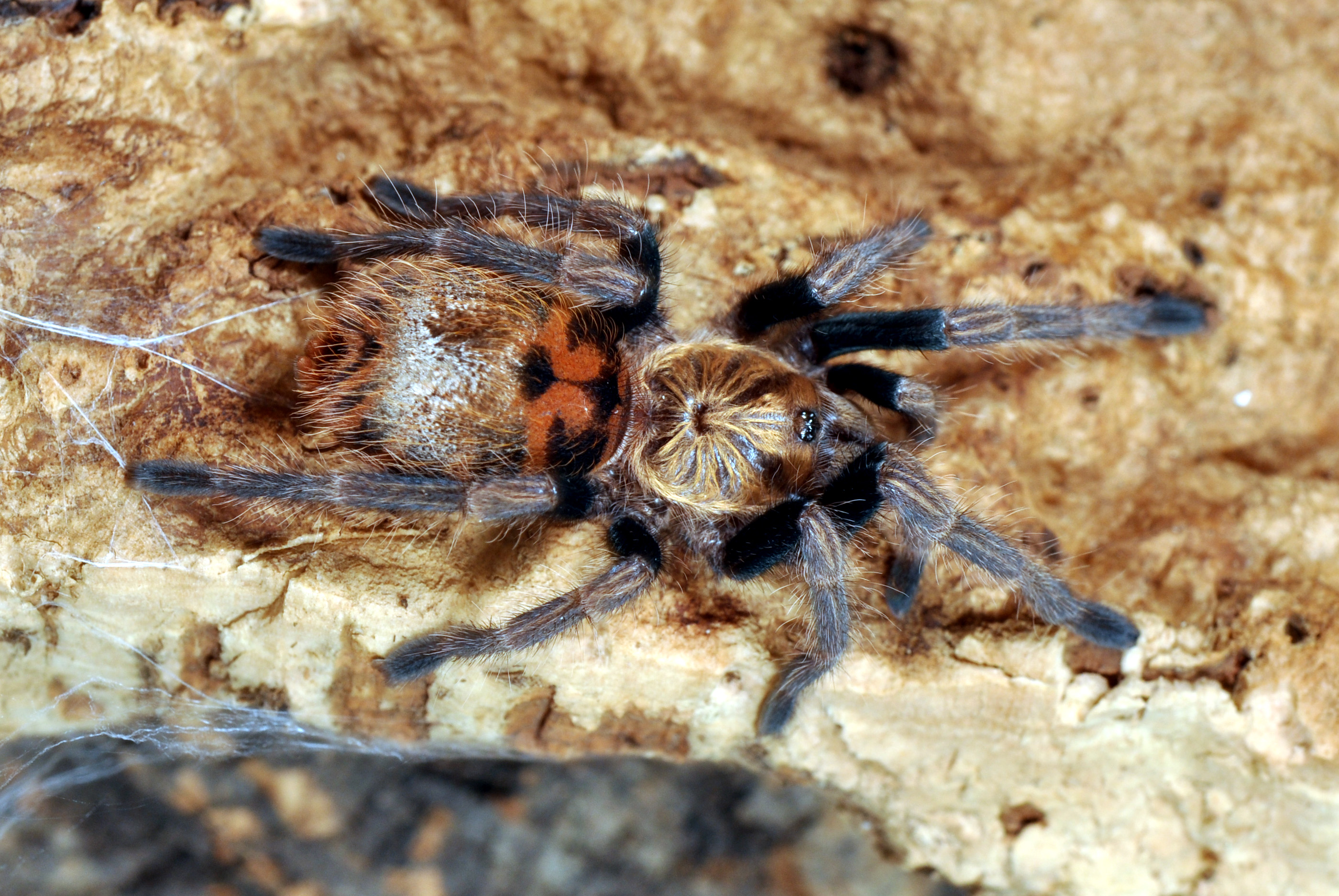
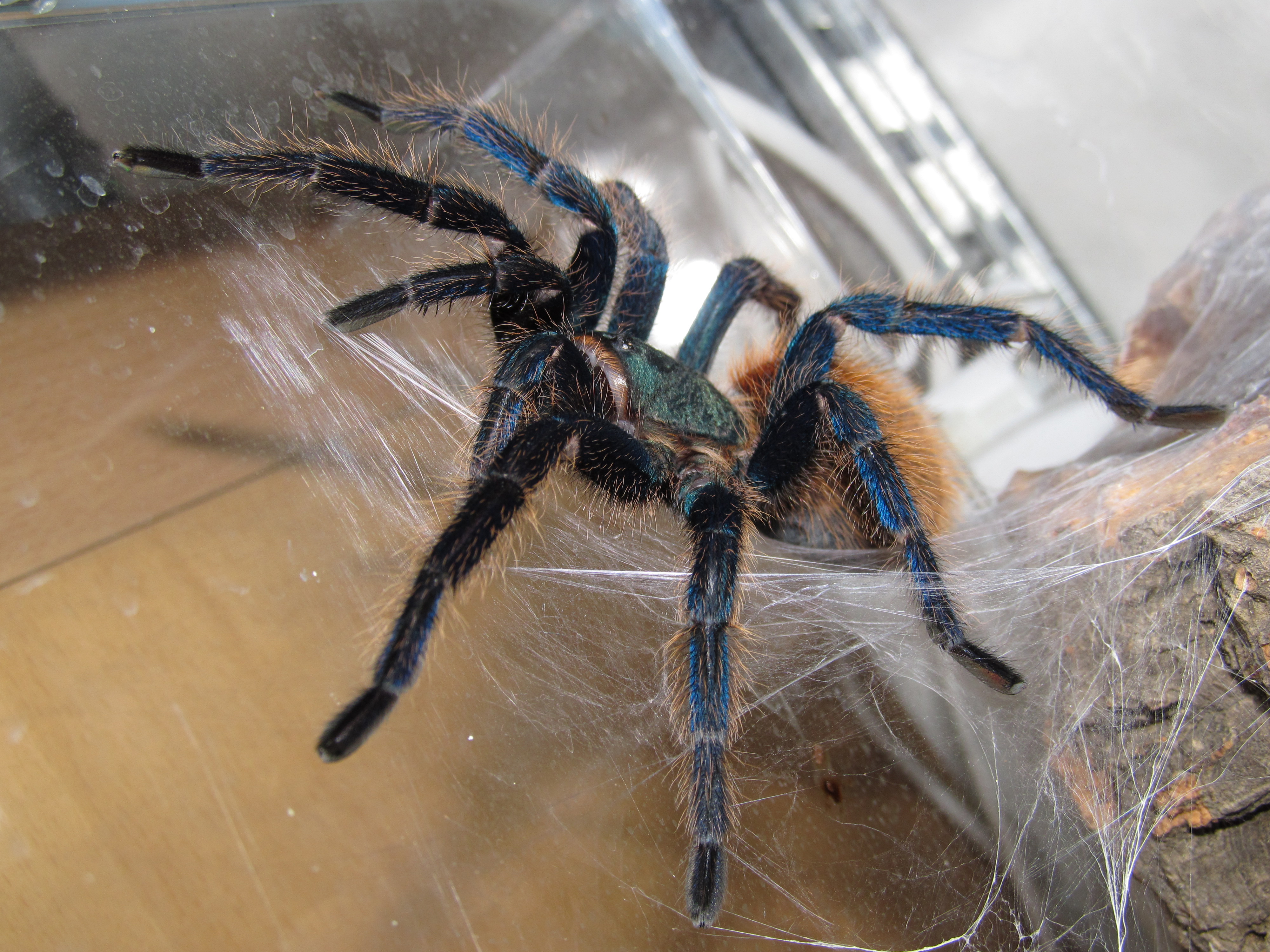
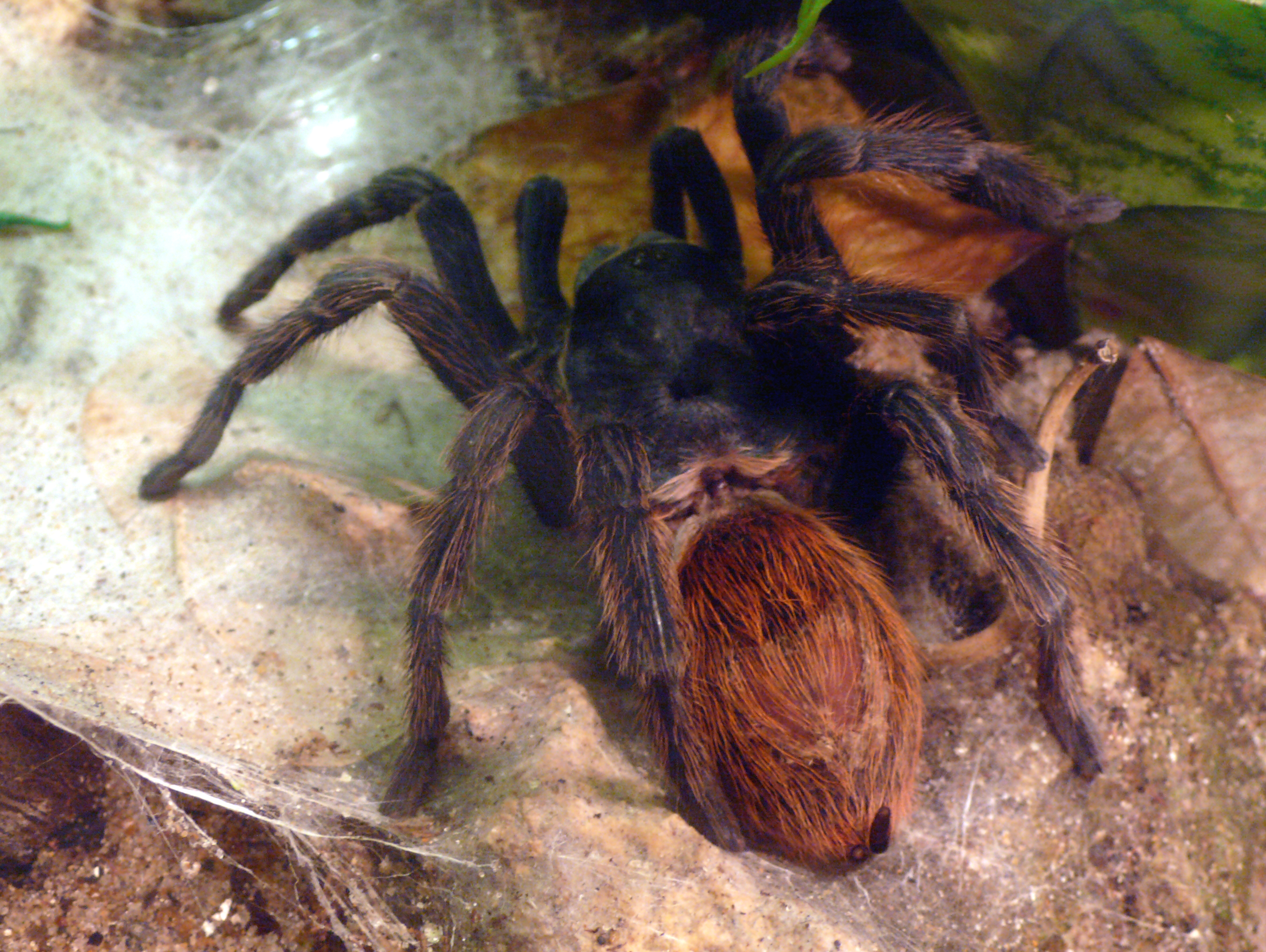